# Brzeźnica Bychawska (przystanek kolejowy)
Brzeźnica Bychawska – kolejowy przystanek osobowy we wsi Brzeźnica Bychawska, w powiecie lubartowskim, w województwie lubelskim, położony w km 67,336 linii kolejowej nr 30.

## Historia
Od 1928 roku do końca dwudziestego wieku funkcjonowała tu stacja kolejowa, a następnie przystanek osobowy oraz zlikwidowana na początku lat dziewięćdziesiątych mijanka. Ruch pasażerski został zawieszony 3 kwietnia 2000 roku. 
30 września 2013 roku po przywróceniu ruchu regionalnego z Parczewa do Lublina, przystanek otwarto ponownie do ruchu. Po wschodniej stronie torów w obrębie dawnej mijanki, wybudowano tymczasowy peron z materiałów staroużytecznych o długości 50 m.
W 2019 roku zapadła decyzja o przeniesieniu przystanku na drugą stronę drogi powiatowej, w związku z tym 1 września 2020 roku został ponownie zamknięty. Prace budowlane zrealizowano w latach 2020–2021 w ramach kompleksowej rewitalizacji odcinka Parczew – Lubartów.
12 grudnia 2021 roku nowy przystanek osobowy oddano do użytku. Nastąpiło formalne oddzielenie przystanku od odbudowanej w odległości 600 m mijanki Brzeźnica Bychawska.

## Parametry techniczne
Peron położony jest po zachodniej stronie torów, w pełni dostosowany do potrzeb osób z ograniczoną mobilnością. Oświetlony peron o długości 100 m wyposażono w wiatę, ławki, śmietniki oraz gabloty z rozkładem jazdy. Przy wejściu zamontowano pięć stojaków rowerowych.
W bezpośrednim sąsiedztwie znajduje się przejazd kolejowy w ciągu drogi powiatowej.

## Ruch pasażerski
Przystanek znajduje się w odległości 600 m od centrum Brzeźnicy Bychawskiej i 1 km od Brzeźnicy Bychawskiej Kolonia. Jest częścią trasy pociągów regionalnych Łuków – Lublin przewoźnika PolRegio.
Od grudnia 2024 roku codziennie zatrzymywało się tutaj 6 par szynobusów (5 w weekendy) zapewniających dojazd do Łukowa, Radzynia Podlaskiego, Parczewa oraz Lubartowa i Lublina.
Dobowa wymiana pasażerska oraz miejsce w rankingu ogólnopolskim:
| Rok  | Ilość pasażerów | Miejsce w Polsce |
| ---- | --------------- | ---------------- |
| 2017 | 20-49           | 1757             |
| 2018 | 10-19           | 1847             |
| 2019 | 10-19           | 1896             |
| 2020 | 10-19           | 1959             |
| 2021 | 0-9             | 2170             |
| 2022 | 10-19           | 2083             |
| 2023 | 20-49           | 2011             |
| 2024 |                 |                  |

## Galeria

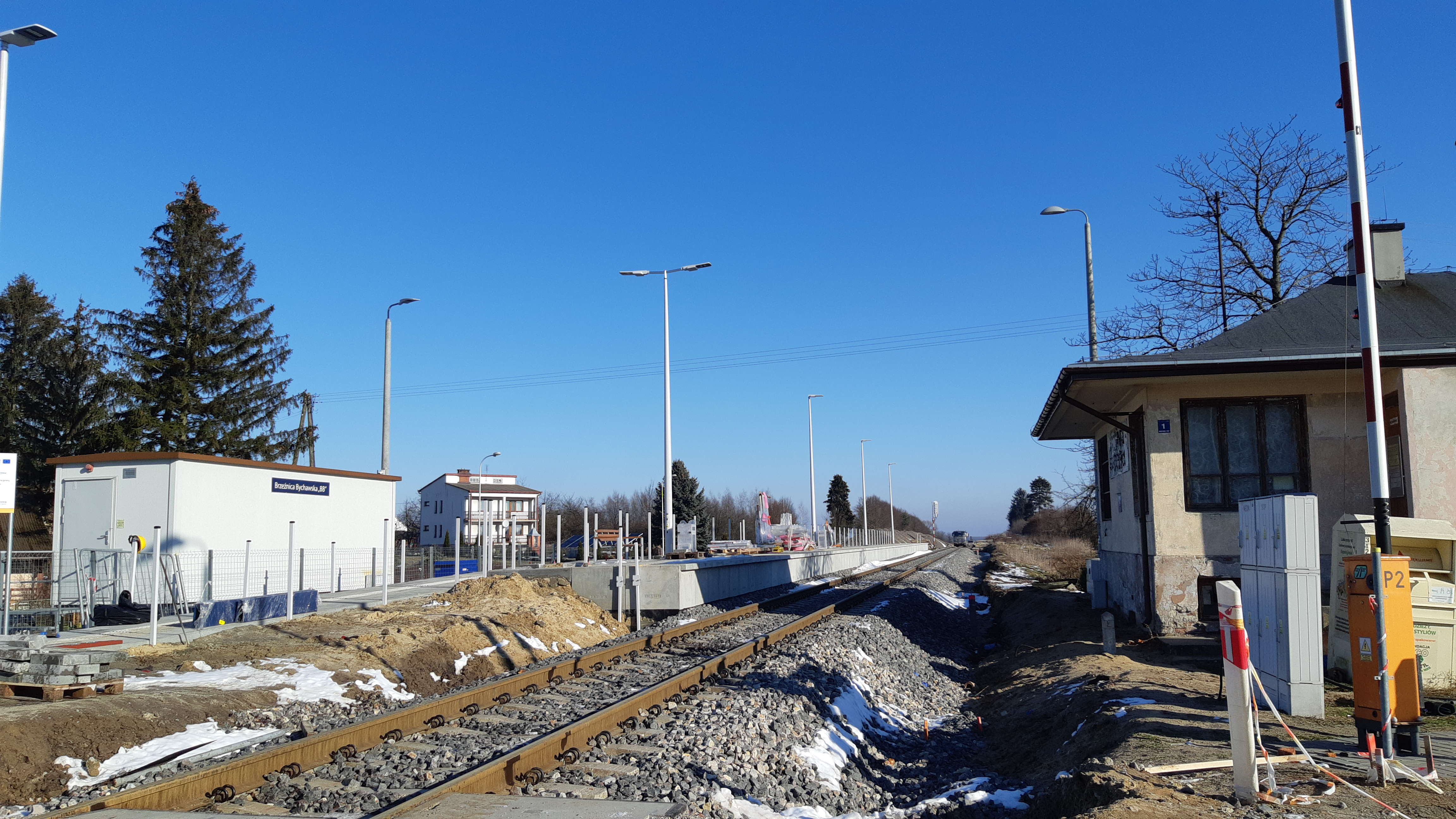
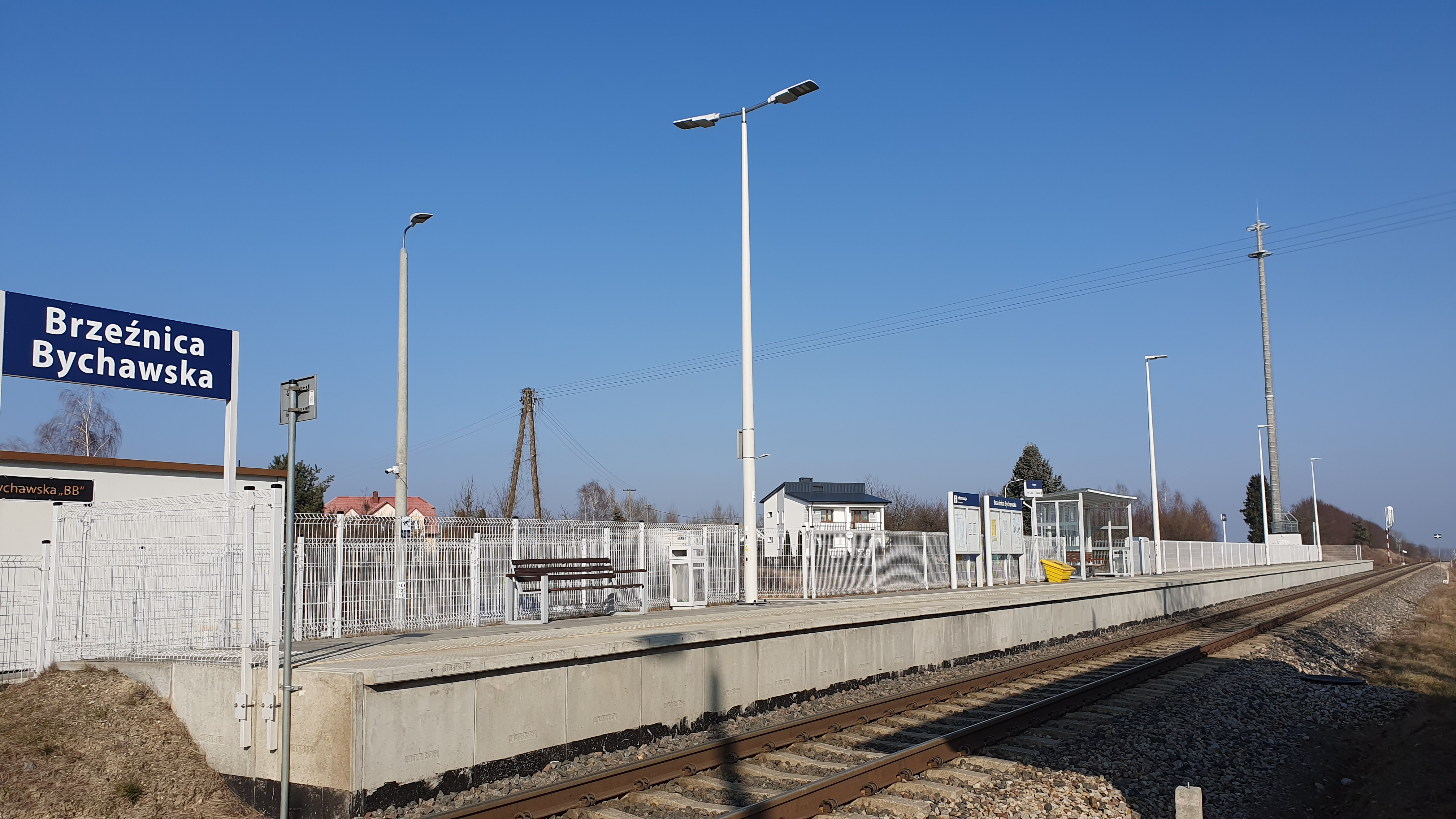